# Caecostenetroides ruderalis
Caecostenetroides ruderalis là một loài chân đều trong họ Gnathostenetroididae. Loài này được Stock & Vonk miêu tả khoa học năm 1990.